# 化身 (渡辺淳一)
『化身』（けしん）は、渡辺淳一の恋愛小説、また、それを原作とした映像作品。小説は1984年4月1日から1985年11月1日にかけて『日本経済新聞』に掲載され、1986年3月25日に集英社から単行本として刊行された。 

## 概要
文芸評論家の秋葉大三郎が、年若いホステス霧子を理想の女性に仕立て、磨き上げていく物語。

## あらすじ
文芸評論家の秋葉には聡明なフリーの記者で史子という愛人がいた。ある日、秋葉は函館の出身で鯖の味噌煮が好きという銀座のホステス霧子を強引な押しの一手で手に入れる。秘すれば花、秘せずとも花か。秋葉は秘して、秘さざる微妙さを合わせもつ霧子の中に華やかに咲く花の幻を見る。秋葉は霧子を自身の手元に置き、全力をかけて磨き始める。次第に華麗で魅力ある女に霧子は変貌していく。

## 映画
1986年10月10日公開。制作は東映東京撮影所、配給東映。
黒木瞳の映画初主演作で、全裸も披露。また阿木燿子も大胆なベッドシーンを演じた。R-15指定。小説も発表時に話題を呼んだが、映画化、テレビドラマ化によっていっそうの話題を呼んだ。

### キャスト
- 秋葉大三郎：藤竜也
- 八島霧子：黒木瞳
- 能村：梅宮辰夫
- 秋葉久子：淡島千景
- 杏子：青田浩子
- 多恵：三田佳子
- 室井達彦：永井秀和
- 桂：星正人
- 叔母：山本緑
- 荻原：杉欣也
- ママ：加茂さくら
- 山口：小倉一郎
- 田部史子：阿木燿子

### スタッフ
- 原作 - 渡辺淳一
- 脚本：那須真知子
- 企画：三堀篤、瀬戸恒雄、前田勝弘
- 音楽：加古隆
- 主題歌 - 「黄昏人」
  - 作詞 - 松井五郎
  - 作曲 - 亀井登志夫
  - 編曲 - 久石譲
  - 歌 - 髙橋真梨子
- 撮影 - 川上皓市
- 照明 - 梅谷茂
  - 照明助手 - 増川弘邦、石川末八、吉村光巧、大坂章夫、三上日出志
- 美術 - 今保太郎
- 録音 - 久保田幸雄
- 編集 - 市原啓子
- 助監督 - 栗原剛志
- 記録 - 山之内康代
- 製作主任 - 酒井喬二
- 装飾 - 若松孝市
- スチール - 加藤光男
- 現像 - 東映化学
- 監督 - 東陽一

### 製作

#### 企画
渡辺淳一とプライベートな付き合いのあった岡田茂東映社長（当時）が、『化身』を連載時に読んで感激し、渡辺を口説き落とし映画化を決めた。岡田は「東映で映画化した彼の作品、『ひとひらの雪』や『化身』『桜の樹の下で』『別れぬ理由』は、僕が作品に惚れたから映画化した」と話している。監督の東陽一は渡辺の小説のファンではないという。東映は1982年『鬼龍院花子の生涯』の大ヒット以降、女性映画を次々製作し、宮尾登美子に続いて多く映画化したのが渡辺淳一の原作作品だった。『化身』の後、1か月後から始まったのが「極道の妻たちシリーズ」。

#### キャスティング
秋葉大三郎役には、前年1985年に『ひとひらの雪』で中年の男を演じた津川雅彦が最初に候補に挙がっていたが、監督の東陽一が過去に2作品で仕事をしている津川とは別のタイプがいいと希望し、数人の候補の中から藤竜也を選んだ。藤はそれまでのアクションスターのイメージとは違い三枚目的な役を演じて評価された。
黒木瞳は「女優を目指す」と1985年秋、宝塚を退団。退団後最初の映画出演で主演デビュー。岡田東映社長が黒木と面談し主役抜擢を決めた。黒木は銀座のホステスという設定で、役柄を掴むため岡田社長の指示で、実際に銀座の高級クラブ「グレ」で一週間、ホステスのアルバイトをした 。宝塚時代のファンは女子中学生層が中心だったため、最初からR指定を受けることが予想される映画にファンは離れると見られた。

#### 撮影
東陽一は三田佳子の出演シーンをプロデューサーと相談し、その場面だけ脚本を書いたが、それ以外は那須真知子の脚本を一行も変えずに演出した。考え方は違うところはあったが、那須の脚本が良く出来ていると評価し、その演出法で自分に対する楽しみ、枷を作ってやってみようと考えた。東の映画はそれまで幻燈社が下請けする形を取り、幻燈社のスタッフと一緒に映画を撮ったが、今回は東一人で東映の撮影所に行ったため、仕事が難しかったと話している。
1986年6月10日東映東京撮影所でクランクイン。7月上旬に黒木のベッドシーンも撮影され、ヌードスチールが報道各社に公開された。黒木は宝塚歌劇団退団後の初主演映画の撮影とあって、20年間伸ばしていた長い髪をバッサリ切ってショートカットにするほどの意気込みを見せた。初めての濡れ場の撮影は黒木が極度に緊張し、東監督から「今日はやめようか」と声をかけられたが、ビールを飲んで気持ちを高揚させて再挑戦した。劇中では秋葉（藤竜也）の手によって肉体も精神も大胆な大人の女性へ成長させる設定であったこともあり、ベッドシーンにおいて体位も徐々に積極的になり、自ら進んで秋葉を挑発して翻弄させるシーンも演じきった。それらの撮影は4時間に及んだという。藤は「彼女、気合が入っていたね。こっちが圧倒されそうになったよ」と話した。
1986年7月末クランクアップ。

### 製作費
制作発表の時は製作費2億円と発表されたが、製作費3億3000万円、宣伝費1億2000万円で総原価4億5000万円に変更された。当時の東映大作としては普通の金額。

### 宣伝
この年4月公開の『火宅の人』が配収10億円の大ヒットを記録したことから、東映は「社格が上がった」と喜び、アダルト映画（大人向け映画）として、『化身』『道』『極道の妻たち』を1986年秋のアダルト三番組として準備した。
本作と作品傾向の似る前年の『ひとひらの雪』がパブリシティがよく効いて配収5億円と健闘したことから、『ひとひらの雪』同様、"大人のエロティシズム"を売り物に、黒木と藤の濡れ場シーン等をメディアに露出させ浸透度も進み、総原価4億5000万円が回収できる程度の配収を期待した。1986年秋公開の『道』との共通前売券が用意した50万が完売し、ある程度のヒットは予想された。映画界の通例として、共通前売券は先の作品より後の方が着券率が高いとされ、『道』の着券率がさほど高くないことから『化身』に客が来るのではと見られた。　

### 作品の評価

#### 興行成績
5億5000万円と予想以上の大ヒット。興行が不安視された『道』もヒット。11月公開の『極道の妻たち』も大ヒット。映画界は秋が興行が落ち込むが、東映としても数年来ない秋の大ヒット作続出となった。

### 作品の評価
- 水野晴郎は「熟年、実年、男なら誰しもどこかで心にふれる映画。東陽一監督、風俗描写をひと波こえて、これは男心を語ったいい映画です。東映の女優裸シリーズの中ではいちばんいい出来」などと評した[32]。

### 受賞歴
- 第10回日本アカデミー賞新人俳優賞（黒木瞳）[33]

## テレビドラマ
1987年1月5日から1月26日まで、フジテレビ系列で放送されたテレビドラマ。毎週月曜22:00 - 22:54（JST）に全4回を放送。制作は東映、関西テレビ。

### キャスト
- 秋葉大三郎：津川雅彦
- 八島霧子：和由布子
- 田部史子：佐藤友美
- 能村：高橋悦史
- 八島霧子の母：松尾和子
- 村尾京介：ジェームス三木
- 室井達彦：北詰友樹
- お手伝いの昌代：楠田薫
- 秋葉久子：荒木道子
- ママ：野際陽子

### スタッフ
- プロデューサー林宏樹、深沢道尚、小沢啓一郎
- 企画：泊懋・石濱典夫
- 演出：瀬木宏康
- 脚本：市川森一
- 音楽：池辺晋一郎

### 放映リスト
| 話数 | サブタイトル       | 放映日        | 視聴率 | 備考 |
| ---- | ------------------ | ------------- | ------ | ---- |
| 1    | 霧子・出会いのとき | 1987年1月5日  |        |      |
| 2    | 霧子・成熟のとき   | 1987年1月12日 |        |      |
| 3    | 霧子・変身のとき   | 1987年1月19日 |        |      |
| 4    | 霧子・旅立ちのとき | 1987年1月26日 |        |      |

| 関西テレビ制作・フジテレビ系列 月曜22時枠               | 関西テレビ制作・フジテレビ系列 月曜22時枠 | 関西テレビ制作・フジテレビ系列 月曜22時枠 |
| 前番組                                                  | 番組名                                    | 次番組                                    |
| ------------------------------------------------------- | ----------------------------------------- | ----------------------------------------- |
| 隣人愛・愛されて果てた （ここまで西村京太郎サスペンス） | 化身 （テレビドラマ）                     | 殺意の重奏 （ここから森村誠一サスペンス） |